# Khirbet Tin Mahmoud
Khirbet al-Tín Mahmoud (tiếng Ả Rập: خربة تين محمود, cũng đánh vần Khirbet at-Teen Mahmud) là một ngôi làng ở miền tây Syria, thuộc chính quyền của Tỉnh Homs, phía đông Homs. Các địa phương gần đó bao gồm Khirbet al-Sawda ở phía đông bắc, al-Ghor al-Gharbiya ở phía bắc, Shin ở phía tây và Khirbet Tin Nur ở phía nam. Theo Cục Thống kê Trung ương (CBS), Khirbet al-Tin Mahmoud có dân số 866 trong cuộc điều tra dân số năm 2004. Cư dân của nó chủ yếu là người Turkmen.